# Grallenia
Grallenia és un gènere de peixos de la família dels gòbids i de l'ordre dels perciformes.

## Taxonomia
- Grallenia arenicola (Shibukawa & Iwata, 2007)[2]
- Grallenia lipi (Shibukawa & Iwata, 2007)[2][3][4][5][6]